# Мильд, Хокан
Хокан Мильд (швед. Håkan Mild; род. 14 июня 1971, Тролльхеттан, Эльвсборг) — шведский футболист, бронзовый призёр чемпионата мира 1994 года. Пятикратный чемпион Швеции в составе «Гётеборга», обладатель кубка Швеции, чемпион Швейцарии в составе «Серветта».
Первый матч за Гётеборг сыграл в 1988 году против Эльфсборга в возрасте 16 лет. Завершил карьеру игрока в декабре 2005 года, проведя свой последний матч за Гётеборг против норвежского «Люна» в рамках Королевской лиги.